# Pithecellobium lanceolatum
Pithecellobium lanceolatum är en ärtväxtart som först beskrevs av Carl Ludwig von Willdenow, och fick sitt nu gällande namn av George Bentham. Pithecellobium lanceolatum ingår i släktet Pithecellobium och familjen ärtväxter. Inga underarter finns listade i Catalogue of Life.